# Dumești (Iași)
Dumești è un comune della Romania di 4 741 abitanti, ubicato nel distretto di Iași, nella regione storica della Moldavia.
Il comune è formato dall'unione di 5 villaggi: Banu, Chilișoaia, Dumești, Hoisești, Păușești.